# Kozičín
Kozičín je vesnice, část města Příbram v okrese Příbram ve Středočeském kraji. Nachází se asi 3,5 kilometru západně od Příbrami. Je zde evidováno 96 adres. V roce 2011 zde trvale žilo 194 obyvatel.
Kozičín je také název katastrálního území o rozloze 1,6 km².

## Historie
První písemná zmínka o vesnici pochází z roku 1298.

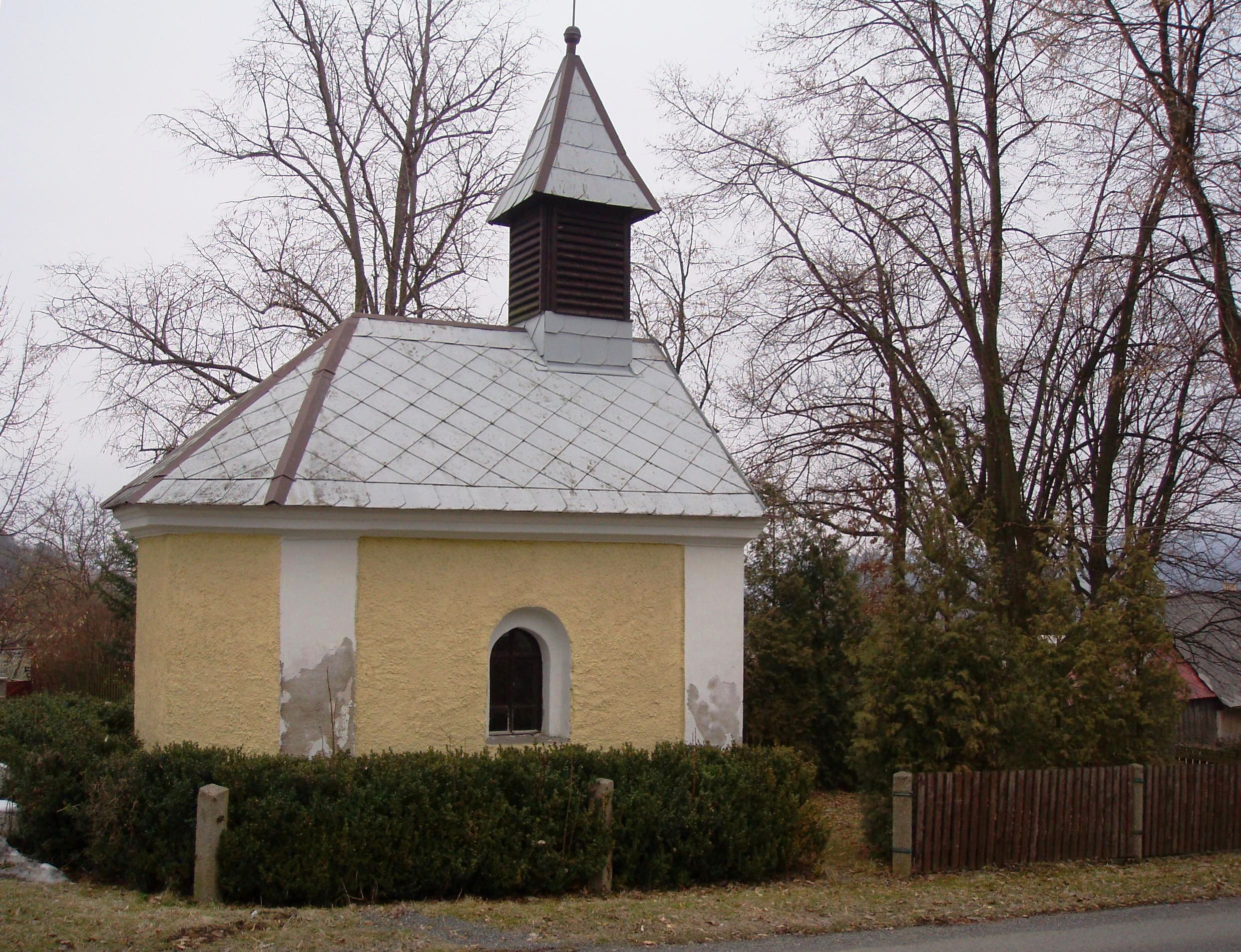
Kaple v Kozičíně

V roce 1932 zde byly evidovány tyto živnosti a obchody: Družstvo pro rozvod elektrické energie v Kozičíně, hostinec, 6 rolníků, obchod se smíšeným zbožím, trafika.

## Obyvatelstvo
| Rok            | 1869 | 1880 | 1890 | 1900 | 1910 | 1921 | 1930 | 1950 | 1961 | 1970 | 1980 | 1991 | 2001 | 2011 | 2021 |
| -------------- | ---- | ---- | ---- | ---- | ---- | ---- | ---- | ---- | ---- | ---- | ---- | ---- | ---- | ---- | ---- |
| Počet obyvatel | 179  | 220  | 213  | 201  | 174  | 134  | 145  | 110  | 113  | 100  | 100  | 95   | 99   | 194  | 233  |
| Počet domů     | 21   | 26   | 24   | 26   | 23   | 23   | 24   | 33   | 68   | 32   | 32   | 46   | 47   | 69   | 91   |

## Obecní správa
Při sčítání lidu v letech 1850–1879 Kozičín byl osadou obce Lazec v okrese Příbram. V letech 1880–1975 byl samostatnou obcí v okrese Příbram. Od 1. ledna 1976 je částí města Příbram ve stejnojmenném okrese. V letech 1950–1975 k obci patřil Lazec.